# Геологічна модель

Лекція з геологічного моделювання в НТУ «Харківський політехнічний інститут».

Petrel. Тривимірна геологічна модель (приклад).

Візуалізація пробурених свердловин в 3D вікні Петрель.

Геологі́чне моделюва́ння — у нафтогазовій геології — побудова тривимірних цифрових геологічних моделей. Складова частина технологічних процесів обґрунтування буріння свердловин і складання планів розробки родовищ вуглеводнів, включаючи оцінку економічної ефективності, пропонованих геолого-технологічних заходів. Значною мірою це пов'язано з ускладненням будови родовищ і новими технологіями видобутку, наприклад, бурінням горизонтальних свердловин. Разом з тим, це молодий напрям у прикладній нафтогазовій геології.

## Загальний опис
Нині 3D-геологічне моделювання активно розвивається. Провідними науковими колективами і науковими школами, що займаються розробкою математичних принципів і алгоритмів тривимірного геологічного моделювання, слід згадати роботи вчених у Стенфордському університеті, Норвезькому комп'ютерному центрі, Французькому інституті нафти та Науковій школі в Нансі.

Рисунок 2 — Вхідні дані для побудови статичної моделі родовища вуглеводнів

Рисунок 3. — 3D модель родовища на етапі інтерпретації даних сейсмічної розвідки

Розвиток програмних пакетів геологічного моделювання забезпечується, з одного боку, появою нових принципів і алгоритмів 3D-моделювання (нейронні мережі, математична статистика, Грід-технології) — розширенням функціональності за рахунок включення й інтеграції нових модулів (аналіз даних сейсморозвідки, супровід буріння горизонтальних свердловин, апскейлінг — масштабува́ння зобра́ження). Таким чином, тривимірне цифрове геологічне моделювання — ефективний, технічно і економічно доцільний напрям нафтогазової геології.
Лідерами розробки програмного забезпечення для моделювання є Schlumberger, Landmark Graphics та Roxar Software Solutions. Ця трійка компаній тримає левову частку ринку в сфері E&P (Engineering & Production). Серед їх клієнтів можна знайти таких нафтових гігантів як: Statoil, Hydro, BP, TotalFinaElf, Philips, Halliburton. PGS, Shell, ChevronTexaco, WinterShal, Conoco, Unocal, OXY, Apache тощо.
Крім названих розробників також існує ряд інших фірм, що поставляють програмне забезпечення: Smedvig Technologies, Roxar Software Solutions, Western Atlas, Landmark Graphics, Paradigm Geophysical, CogniSeis, CGG Petrosystems, PGS Tigress, Seismic Microtechnology, GeoMatic, Quick look, Tigress, Western Atlas, DV-Geo.
Схему процесу геологічного моделювання на прикладі використання програмного забезпечення компанії Schlumberger показано на рисунку 1.

## Класифікація моделей
Залежно від мети, яку перед собою ставлять розробники, моделі поділяють на такі групи:
- басейновий аналіз і моделювання вуглеводневих систем
– повномасштабні — моделі для підрахунку запасів та моніторингу процесу розробки;
– секторні — виконуються для групи свердловин та слугують для вирішення проблем по вилученню остаточних запасів, оцінки впливу на пласт окремих геолого-технічних заходів;
– навколосвердловинні — слугують для моделювання процесів буріння горизонтальних та бокових стовбурів.
За призначенням розрізняють моделі власне геологічні (статичні) та гідродинамічні.

### Статичні моделі
Створення статичних 3D-моделей вирішує, як правило, такі завдання:
- • підрахунок запасів вуглеводнів,
- • планування (проектування) свердловин,
- • оцінка невизначеностей і ризиків,
- • підготовка основи для гідродинамічного моделювання.

Всі етапи підготовчих робіт і власне моделювання можна розділити на кілька основних етапів:
- • сейсмічне вивчення площі робіт, розвідувальне та експлуатаційне буріння (з і без відбору керна, випробування пластів та ін.),
- • геофізичне вивчення свердловин (ГВС),
- • лабораторне дослідження керна і флюїдів,
- • аналіз і виявлення петрофізичних залежностей,
- • побудова тривимірної геолого-технологічної моделі (геологічної та гідродинамічної),
- • розрахунок прогнозних показників розробки.

Схема залучення вхідних даних для побудови статичної моделі родовища вуглеводнів подана на рисунку 2.
Одним з ключових етапів, що впливають на подальшу технологію створення моделі є аналіз вхідних даних (рис. 2) про об'єкт, який включає:
- — місця розташування свердловин, таблиці інклінометрії — потрібно мати точні географічні координати кожної свердловини з прив'язкою до їх імен, кути їх нахилу, азимути та глибини;
- — аналіз положення флюїдних контактів (флюїдна модель) — виділення газоводяних контактів (ГВК), водонафтових контактів (ВНК), газонафтових контактів (ГНК), їх глибини на різних площах родовища;
- — аналіз літології — полягає у створенні дискретного тривимірного поля типів порід;
- — аналіз колекторів (петрофізична модель) — полягає у визначенні фізичних властивостей породи, що утримує флюїд: коефіцієнти пористості, проникності, насичення, фракційний склад пісковиків та ін.;
- — фаціальний аналіз (седиментаційна модель) — дає можливість відновити умови осадонакопичення та умови середовища. Включає в себе сейсмофаціальний, біофаціальний та літофаціальний аналізи, а також аналіз загальногеологічних даних;
- — аналіз даних сейсморозвідки (сейсмологічна модель) — основною метою є отримання так званого «сейсмічного куба», що є основою для створення скелету моделі.

Технологія геологічного моделювання 3D має наступні основні етапи:
- 1. Збір, аналіз і підготовка необхідної інформації, завантаження даних.
- 2. Структурне моделювання (створення каркаса).
- 3. Створення сітки (3D), осереднення (перенесення) свердловинних даних на сітку.
- 4. Фаціальне (літологічне) моделювання.
- 5. Петрофізичне моделювання.
- 6. Підрахунок запасів вуглеводнів.

Побудована таким чином модель об'єкта розробки використовується потім для прогнозування і планування видобування, оцінки запасів, комплексної оптимізації пласта. На заключному етапі моделювання у міру накопичення інформації про об'єкт модель пласта уточнюється, вдосконалюється, відображає нову інформацію про пласт, технологічні рішення, застосовувані на родовищі, і може використовуватися для подальшого управління процесом розробки. У цьому випадку можна говорити про постійно діючу геолого-технологічну модель родовища.
Використання геологічних моделей в якості основи для гідродинамічних розрахунків висуває до них низку вимог, що є несуттєвими для підрахунку запасів, але досить значимими для динамічних розрахунків.
В першу чергу, модель має бути детальною: повинна відображати латеральну та вертикальну неоднорідність пласта-колектора.
Також одним з головних критеріїв є реалістичність: геологічна модель повинна відповідати уявленням та знанням про геологічну будову родовища. Так, наприклад, пласт, складений нашаруванням пісковиків та глин, не може бути представлений одним пластом пісковику з коефіцієнтом вмісту глини.

### Гідродинамічні моделі
Гідродинамічні моделі слугують для:
- — відстеження процесу відбору запасів (моніторинг розробки);
- — більш точного прогнозу майбутнього відбору продукції;
- — моделювання геолого-технічних заходів з інтенсифікації видобутку;
- — забезпечення більш зваженого підходу до вибору раціонального варіанту розробки.

## Особливості ресурсів геологічного моделювання різних фірм-розробників

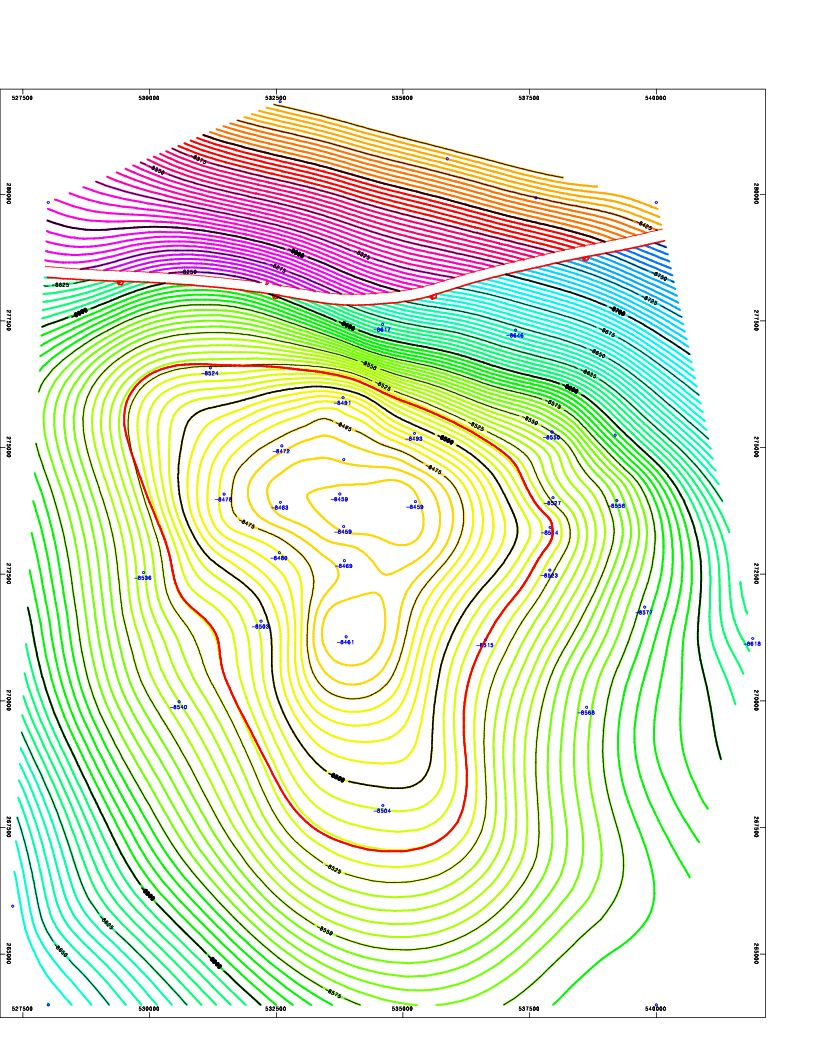
Геологічна карта нафтового покладу.

Порівнюючи можливості програмного забезпечення компаній Schlumberger, Landmark Graphics та Roxar Software Solutions, слід зазначити, що всі вони мають досить схожий набір функцій: — інтерпретація сейсміки; — кореляція; — петрофізика; — інтерпретація ГДС; — побудова геологічної моделі; — підрахунок запасів; — ремасштабування моделі; — гідродинамічне моделювання.
Однак, програмні продукти Petrel та Eclipse (Schlumberger) додатково також дають змогу виконувати моніторинг та економічний розрахунок роботи родовища, чого інші програми собі дозволити не можуть.
Процес моделювання родовищ нафти та газу досить складний, та може включати не лише стандартні модулі програмного забезпечення, а й більш специфічні системи. До таких систем відносять: LOGGER, Bore Drilling, Well Spasing, AHOT.
Система LOGGER служить для візуалізації результатів геофізичних досліджень і виконує наступні функції: — графічне відображення каротажних діаграм; — налаштування візуалізації; — експорт зображень в формати, необхідні для роботи основних програмних модулів.
Програмний засіб Bore Drilling слугує для формування систем розбурювання та кущування свердловин. Основні функції: — Формування схем розміщення свердловин на основі даних розташування пробурених свердловин та водонафтових /газоводяних контактів; — візуалізація та налаштування отриманих схем; — формування схем кущів свердловин; — додавання горизонтальних стовбурів.
Система Well Spacing виконує функції забезпечення взаємозв'язку між програмними продуктами компаній Schlumberger, Landmark, Roxar та іншими.
Основне призначення системи AHOT полягає в аналізі результатів розрахунків гідродинамічної моделі та допомозі спеціалісту в оформленні проектної документації. Основні функції: — Перевірка відповідності режимів роботи свердловин характеру зміни пластового тиску — Розрахунок середніх дебітів свердловин та короткий економічний опис їх рентабильності — Візуалізація та експорт звітів у відповідності до регламентних документів.

## З історії геологічного моделювання
В Україні на межі ХХ-ХХІ ст. виконувалися роботи по одержанню промислово-геологічної моделі,  під якою розумілася приблизна схема пласта і покладу корисної копалини, яка основана на відтворенні «мисленнєвої картини» просторової зміни значин параметрів і їх динаміки в процесі розробки (концептуальна модель), а також на виявленні кількісних оцінок і зв'язків, котрі є абстрактними математичними аналогами «мисленнєвої картини» (математичні моделі).
Вирізняли також МОДЕЛЬ ПРОМИСЛОВО-ГЕОЛОГІЧНУ КОНЦЕПТУАЛЬНУ — мисленнєву картину просторової зміни спостережених значин параметрів пласта і покладу корисної копалини, та їх динаміки в процесі розробки, яка подається з допомогою кількісних та якісних показників, діаграм, графіків тощо, які служать основою для постановки робочої гіпотези про наявність причино-наслідкових зв'язків, котрі допомагають встановити залежні і незалежні параметри.